# Añoranzas (álbum)
Añoranzas es el cuarto álbum de Nuria Fergó. Salió a la venta el 23 de abril de 2007 bajo la producción de Noel Molina. Fergó interpreta clásicos del bolero y la copla y el tema inédito "Volver a comenzar", sintonía de la serie Amar en tiempos revueltos.

## Listado de canciones
1. Cualquiera - 3:40
2. Volver a comenzar - 3:21
3. Un rojo, rojo clavel - 3:47
4. Luna de miel - 2:41
5. Inolvidable - 4:11
6. Ojos verdes - 4:10
7. El día que me quieras - 4:04
8. Solamente una vez - 2:54
9. Nosotros - 3:17
10. Dos cruces - 3:13
11. Ojos verdes (Bonus Track) Piano y Voz - 4:42

## Sencillos
1. "Volver a comenzar" (Videoclip)
2. "Nosotros"

## Listas

### Semanales
| País   | Ranking         | Primera semana | Posición de ingreso | Mejor posición | Semanas en la mejor posición | Semanas en el ranking | Última semana |
| ------ | --------------- | -------------- | ------------------- | -------------- | ---------------------------- | --------------------- | ------------- |
| Europa |                 |                |                     |                |                              |                       |               |
| España | Top 100 álbumes | 29/04/2007     | 59                  | 58             | 1                            | 7                     | 10/06/2007    |